# 2. Handball-Bundesliga (Frauen) 2012/13
Die Saison 2012/2013 der 2. Handball-Bundesliga der Frauen war die 28. in ihrer Geschichte. 

## Saisonverlauf
15 Mannschaften spielten um den Aufstieg in die höchste deutsche Spielklasse. Die ersten zwei Vereine der Abschlusstabelle stiegen direkt in die 1. Handball-Bundesliga auf. Die letzten beiden Vereine mussten den Gang in die 3. Liga antreten. Absteiger aus der letzten Saison der 1. Handball-Bundesliga waren der SVG Celle und der VfL Sindelfingen. Der VfL Sindelfingen zog jedoch seine Mannschaft zurück und trat somit nicht in der 2. Bundesliga an. Aufsteiger aus der 3. Liga waren die TSG Ober-Eschbach, die BVB Füchse Berlin, der 1. FSV Mainz 05 und die SG 09 Kirchhof.

## Modus
Der Modus war jeder gegen jeden mit jeweils einem Heim- und Auswärtsspiel. Der Tabellenführer und die zweitplatzierte Mannschaft stiegen am Ende der Saison direkt in die 1. Bundesliga auf, die letzten beiden Mannschaften stiegen direkt in die 3. Liga ab. Bei Punktgleichheit entschied die bessere Tordifferenz. Bei gleicher Tordifferenz waren Entscheidungsspiele anzusetzen.

## Vereine und Spielstätten
In der nachfolgenden Tabelle stehen alle Vereine mitsamt den Heimspielstätten und deren Zuschauerkapazitäten.
| Verein                  | Spielstätte                                        | Kapazität |
| ----------------------- | -------------------------------------------------- | --------- |
| BVB Füchse Berlin       | Sömmeringhalle                                     | 2.800     |
| Borussia Dortmund       | Sporthalle Wellinghofen                            | 2.500     |
| HSG Bensheim/Auerbach   | Weststadthalle                                     | 2.000     |
| SG BBM Bietigheim       | Halle am Viadukt                                   | 1.300     |
| SC Greven 09            | Rönnesporthalle                                    | 1.200     |
| TV Nellingen            | Sporthalle 1                                       | 1.100     |
| SVG Celle               | HBG-Halle                                          | 1.000     |
| TSG Ober-Eschbach       | Albin-Göhring-Halle                                | 800       |
| TSV Nord Harrislee      | Holmberghalle                                      | 800       |
| BSV Sachsen Zwickau     | Zwickau-Neuplanitz                                 | 746       |
| SG Handball Rosengarten | Nordheidehalle Buchholz                            | 500       |
| SV Union Halle-Neustadt | Universitätssporthalle                             | 450       |
| TSV Travemünde          | Senator-Emil-Possehl-Halle                         | 400       |
| SG 09 Kirchhof          | Stadtsporthalle Melsungen                          | ?         |
| 1. FSV Mainz 05         | Sporthalle der Gustav-Stresemann-Wirtschaftsschule | ?         |

## Tabelle
| Pl. | Verein                  | Sp. | S  | U | N  | Tore      | Diff. | Punkte  |
| --- | ----------------------- | --- | -- | - | -- | --------- | ----- | ------- |
| 1.  | SG BBM Bietigheim       | 28  | 21 | 4 | 3  | 0826:6940 | +132  | 046:100 |
| 2.  | HSG Bensheim/Auerbach   | 28  | 19 | 2 | 7  | 0828:7300 | +98   | 040:160 |
| 3.  | SVG Celle (A)           | 28  | 18 | 2 | 8  | 0791:6950 | +96   | 038:180 |
| 4.  | Borussia Dortmund       | 28  | 15 | 4 | 9  | 0800:7600 | +40   | 034:220 |
| 5.  | SV Union Halle-Neustadt | 28  | 13 | 7 | 8  | 0791:7350 | +56   | 033:230 |
| 6.  | 1. FSV Mainz 05 (N)     | 28  | 14 | 5 | 9  | 0793:7960 | −3    | 033:230 |
| 7.  | BVB Füchse Berlin (N)   | 28  | 15 | 2 | 11 | 0786:7650 | +21   | 032:240 |
| 8.  | BSV Sachsen Zwickau     | 28  | 14 | 2 | 12 | 0771:7610 | +10   | 030:260 |
| 9.  | TSV Nord Harrislee      | 28  | 12 | 2 | 14 | 0775:7900 | −15   | 026:300 |
| 10. | TV Nellingen            | 28  | 12 | 1 | 15 | 0779:7360 | +43   | 025:310 |
| 11. | SG Handball Rosengarten | 28  | 11 | 3 | 14 | 0801:8000 | +1    | 025:310 |
| 12. | SG 09 Kirchhof (N)      | 28  | 8  | 3 | 17 | 0739:8410 | −102  | 019:370 |
| 13. | TSG Ober-Eschbach (N)   | 28  | 6  | 5 | 17 | 0773:8300 | −57   | 017:390 |
| 14. | SC Greven 09 (*)        | 28  | 6  | 3 | 19 | 0754:8550 | −101  | 013:410 |
| 15. | TSV Travemünde          | 28  | 3  | 1 | 24 | 0667:8860 | −219  | 07:490  |

### Entscheidungen
| (N) | Aufsteiger aus der 3. Liga 2011/12                                                  |
| (A) | Absteiger aus der Bundesliga 2011/12                                                |
| (*) | SC Greven 09 wurden wegen Auflagenverstößen zwei Punkte abgezogen. (29. April 2013) |

## Statistiken

### Torschützenliste
Die Torschützenliste zeigt die drei besten Torschützinnen in der 2. Handball-Bundesliga 2012/13.
Zu sehen sind die Nation der Spielerin, der Name, die Position, der Verein, die gespielten Spiele, die Tore und die 7-m-Tore.
| Pl. | Nation      | Spielerin         | Pos.     | Verein                | Sp. | Tore | 7 m |
| --- | ----------- | ----------------- | -------- | --------------------- | --- | ---- | --- |
| 1.  | Deutschland | Jana Pollmer      | RM       | SG 09 Kirchhof        | 28  | 208  | 73  |
| 2.  | Deutschland | Juliane Wittkopf  | RR/RM/RL | TSG Ober-Eschbach     | 28  | 196  | 43  |
| 3.  | Osterreich  | Laura Magelinskas | RM       | HSG Bensheim-Auerbach | 28  | 195  | 77  |

### Bester 7-m-Werfer
In der Tabelle stehen die drei besten 7-m-Werferinnen der 2. Handball-Bundesliga 2012/13.
Zu sehen sind die Nation der Spielerin, der Name, die Position, der Verein, die gespielten Spiele, die 7-m-Tore, die 7-m-Versuche und die 7-m-Quote.
| Pl. | Nation      | Spielerin         | Pos. | Verein                | Sp. | 7 m | Ver. | Quote   |
| --- | ----------- | ----------------- | ---- | --------------------- | --- | --- | ---- | ------- |
| 1.  | Deutschland | Claudia Schückler | RA   | 1. FSV Mainz 05       | 28  | 109 | 130  | 83,85 % |
| 2.  | Deutschland | Kristin Machau    | RL   | TSV Nord Harrislee    | 28  | 90  | 109  | 82,57 % |
| 3.  | Osterreich  | Laura Magelinskas | RM   | HSG Bensheim-Auerbach | 28  | 77  | 93   | 82,80 % |

### Strafenliste
In der Tabelle stehen die drei am häufigsten verwarnten Spielerinnen der 2. Handball-Bundesliga 2012/13.
Zu sehen sind die Nation der Spielerin, der Name, die Position, der Verein, die gespielten Spiele, die Anzahl der Gelben Karten, die Anzahl der Strafminuten und die Anzahl der Roten Karten.
| Pl. | Nation      | Spielerin         | Pos. | Verein                | Sp. | HBL-Punkte |    |    |   |
| --- | ----------- | ----------------- | ---- | --------------------- | --- | ---------- | -- | -- | - |
| 1.  | Deutschland | Christina Zuber   | RR   | BSV Sachsen Zwickau   | 28  | 84         | 18 | 20 | 3 |
| 2.  | Osterreich  | Laura Magelinskas | RM   | HSG Bensheim-Auerbach | 28  | 81         | 17 | 25 | 1 |
| 3.  | Deutschland | Jana Heßler       | RL   | TSG Ober-Eschbach     | 28  | 76         | 12 | 25 | 1 |